# Società Sportiva Calcio Campania 1985-1986
Questa voce raccoglie le informazioni riguardanti la Società Sportiva Calcio Campania nelle competizioni ufficiali della stagione 1985-1986.

## Rosa
| N. |                   | Ruolo | Calciatore              |
| -- | ----------------- | ----- | ----------------------- |
|    | Italia (bandiera) | P     | Massimo Battara         |
|    | Italia (bandiera) | A     | Claudio Casale          |
|    | Italia (bandiera) | C     | Roberto Chiancone       |
|    | Italia (bandiera) | D     | Carlo Cornacchia        |
|    | Italia (bandiera) | D     | Mauro Della Bianchina   |
|    | Italia (bandiera) | A     | Antonio Dell'Annunziata |
|    | Italia (bandiera) | D     | Giacinto Di Battista    |
|    | Italia (bandiera) | D     | Eduardo Gargiulo        |
|    | Italia (bandiera) | P     | Luigi Genovese          |
|    | Italia (bandiera) | A     | Vincenzo Liguori        |
|    | Italia (bandiera) | A     | Simone Mucciarelli      |

| N. |                      | Ruolo | Calciatore              |
| -- | -------------------- | ----- | ----------------------- |
|    | Italia (bandiera)    | D     | Ugo Napolitano          |
|    | Argentina (bandiera) | C     | Cayetano Nestor Palermo |
|    | Italia (bandiera)    | C     | Guido Ponti             |
|    | Italia (bandiera)    | D     | Marco Rossi             |
|    | Italia (bandiera)    | C     | Giovanni Ruzza          |
|    | Italia (bandiera)    | D     | Michele Sbravati        |
|    | Italia (bandiera)    | C     | Giuseppe Scienza        |
|    | Italia (bandiera)    | D     | Pierantonio Tortelli    |
|    | Italia (bandiera)    | A     | Franco Turrini          |
|    | Italia (bandiera)    | D     | Giovanni Vavassori      |

## Risultati

### Campionato

#### Girone di andata
| 22 settembre 1985 1ª giornata | Campania | 2 – 2 | Foggia |  |

| 29 settembre 1985 2ª giornata | Taranto | 1 – 0 | Campania |  |

| 6 ottobre 1985 3ª giornata | Campania | 0 – 0 | Casertana |  |

| 13 ottobre 1985 4ª giornata | Campania | 1 – 1 | Cavese |  |

| 20 ottobre 1985 5ª giornata | Benevento | 0 – 1 | Campania |  |

| 27 ottobre 1985 6ª giornata | Campania | 3 – 2 | Messina |  |

| 3 novembre 1985 7ª giornata | Monopoli | 1 – 1 | Campania |  |

| 10 novembre 1985 8ª giornata | Campania | 3 – 0 | Livorno |  |

| 17 novembre 1985 9ª giornata | Siena | 2 – 0 | Campania |  |

| 24 novembre 1985 10ª giornata | Ternana | 1 – 1 | Campania |  |

| 1º dicembre 1985 11ª giornata | Campania | 1 – 1 | Sorrento |  |

| 8 dicembre 1985 12ª giornata | Cosenza | 1 – 0 | Campania |  |

| 15 dicembre 1985 13ª giornata | Campania | 2 – 2 | Barletta |  |

| 22 dicembre 1985 14ª giornata | Salernitana | 2 – 0 | Campania |  |

| 5 gennaio 1986 15ª giornata | Campania | 1 – 1 | Brindisi |  |

| 12 gennaio 1986 16ª giornata | Casarano | 0 – 1 | Campania |  |

| 19 gennaio 1986 17ª giornata | Campania | 0 – 3 | Licata |  |

#### Girone di ritorno
| 26 gennaio 1986 18ª giornata | Foggia | 2 – 2 | Campania |  |

| 2 febbraio 1986 19ª giornata | Campania | 2 – 2 | Taranto |  |

| 9 febbraio 1986 20ª giornata | Casertana | 1 – 2 | Campania |  |

| 16 febbraio 1986 21ª giornata | Cavese | 3 – 0 | Campania |  |

| 23 febbraio 1986 22ª giornata | Campania | 0 – 2 | Benevento |  |

| 2 marzo 1986 23ª giornata | Messina | 2 – 1 | Campania |  |

| 9 marzo 1986 24ª giornata | Campania | 1 – 1 | Monopoli |  |

| 23 marzo 1986 25ª giornata | Livorno | 1 – 3 | Campania |  |

| 29 marzo 1986 26ª giornata | Campania | 1 – 1 | Siena |  |

| 6 aprile 1986 27ª giornata | Campania | 0 – 1 | Ternana |  |

| 13 aprile 1986 28ª giornata | Sorrento | 0 – 1 | Campania |  |

| 20 aprile 1986 29ª giornata | Campania | 0 – 1 | Cosenza |  |

| 4 maggio 1986 30ª giornata | Barletta | 1 – 1 | Campania |  |

| 11 maggio 1986 31ª giornata | Campania | 1 – 0 | Salernitana |  |

| 18 maggio 1986 32ª giornata | Brindisi | 1 – 0 | Campania |  |

| 25 maggio 1986 33ª giornata | Campania | 1 – 0 | Casarano |  |

| 1º giugno 1986 34ª giornata | Licata | 1 – 1 | Campania |  |